# John Nelson (artista de efeitos visuais)
John Nelson (Detroit, 21 de julho de 1953) é um especialista em efeitos visuais estadunidense. Venceu o Oscar de melhores efeitos visuais na edição de 2001 por Gladiator, ao lado de Tim Burke, Rob Harvey e Neil Corbould.